# Thomas Nicolaou
Thomas Nicolaou (* 7. Juli 1937 in Ambeliko/Griechenland; † 9. September 2008) war ein griechisch-deutscher Schriftsteller und Übersetzer.

## Leben
Thomas Nicolaou wuchs ab 1947 bei seinen Großeltern auf. Nach der Niederlage der Volksfront im Griechischen Bürgerkrieg im Jahre 1949 gelangte er als Flüchtlingskind über Albanien in die DDR. Er absolvierte ein Studium der Journalistik an der Universität Leipzig und wirkte vier Jahre als wissenschaftlicher Assistent. Ab 1966 war er freier Schriftsteller. Bei einigen Büchern arbeitete er zusammen mit seiner Ehefrau Carola Nicolaou (1949–2004), einer Übersetzerin (aus dem Griechischen), Herausgeberin und Kinderbuchautorin. Sie lebten in der mecklenburgischen Künstlerkolonie Drispeth, wo sie zahlreiche Kontakte zu DDR-Schriftstellerkollegen, u. a. zu Christa Wolf, pflegten. Ab 1979 reiste Nicolaou regelmäßig in seine thessalische Heimat; 1992 ließ er sich mit seiner Ehefrau Carola und seinem Sohn Peter in seinem Heimatort Ambeliko nieder.
Thomas Nicolaou war Verfasser von erzählenden Werken und Kinderbüchern; daneben wirkte er als Übersetzer und Herausgeber neugriechischer Autoren.
Schon vor der Wende in der DDR wurde bekannt, dass Nicolaou, der der Kommunistischen Partei Griechenlands angehörte, als „IM Anton“ Informant des Ministeriums für Staatssicherheit gewesen war und zahlreiche Künstlerkollegen verriet, von denen einige zu langen Haftstrafen verurteilt wurden. In der DDR wurde Nicolaou mit dem Orden „Stern der Völkerfreundschaft“ ausgezeichnet.

## Werke
- Puputa, Berlin 1966 (zusammen mit Regine Grube-Heinecke)
- Nachts kamen die Barbaren, Halle (Saale) 1968
- Petros, Berlin 1971
- Nicos und der Mondfisch, Berlin 1972 (zusammen mit Carola Nicolaou)
- Sternchen, Berlin 1973
- Der Reiter in der Nacht, Berlin 1975
- Die Schwanenfeder, Berlin 1980 (zusammen mit Konrad Golz)
- Einmal den Olymp besteigen, Halle, Leipzig 1989 (zusammen mit Manfred Küchler), ISBN 3-354-00327-8.

## Herausgeberschaft
- Diese Landschaft ist hart wie das Schweigen, Leipzig 1972
- 24 griechische Erzähler, Berlin 1977
- Giannēs Ritsos: Milos geschleift, Leipzig 1979
- Odysseas Elytēs: Glänzender Tag, Muschel der Stimme, Berlin 1982

## Übersetzungen
- Kostas Kotsias: Dunkle Schächte, Berlin 1974
- Giannēs Ritsos: Erotika, Berlin 1983
- Giannēs Ritsos: Ikonenwand anonymer Heiliger, Berlin
  - 1 (1986)
  - 2 (1987)
  - 3 (1989)
- Giannēs Ritsos: Kleine Suite im roten Dur, Berlin 1982
- Giannēs Ritsos: Was für seltsame Dinge, Berlin 1985
- Antōnēs Eur. Samarakēs: Der Fehler, Berlin 1976
- Antōnēs Eur. Samarakēs: Die Notbremse, Berlin 1981
- Antōnēs Eur. Samarakēs: Der Reisepaß, Berlin 1980
- Basilēs Sebdalēs: Der Schatz von Akanthos, Athen 1998
- Zoi Valassi: Der König und die Nachtigall, Berlin 1983
- Alkē Zeē: Mit dreizehn ein Mann, Berlin 1977
- Alkē Zeē: Wildkatze unter Glas, Berlin 1973